# Giovanni Colombo
Giovanni Colombo (6 de diciembre de 1902 - 20 de mayo de 1992) fue un  Cardenal italiano de la Iglesia católica. Se desempeñó como arzobispo de Milán de 1963 a 1979, y fue elevado al cardenalato en 1965.

## Biografía

### Primeros años y sacerdocio
Giovanni Colombo nació en Caronno Pertusella, Lombardía, el sexto de los siete hijos de Enrico y Luigia (de soltera Millefanti) Colombo. Colombo fue  bautizado dos días después de su nacimiento, el 8 de diciembre.
Inicialmente estudió con las  Hermanas de la Inmaculada Concepción en Ivrea, luego asistió a  seminarios en Seveso, Monza, y Milán (donde obtuvo un  doctorado en teología en 1926), y recibió un  doctorado en letras de la  Universidad Católica de Milán en 1932. Recibiendo la tonsura clerical el 26 de mayo de 1923, Colombo fue finalmente  ordenado al sacerdocio por el Cardenal Eugenio Tosi, el 29 de mayo de 1926 en la  Catedral de Milán. Luego fue nombrado profesor de Letras en el seminario de Seveso en octubre de ese mismo año.
En el seminario de Venegono Inferiore, se desempeñó como profesor de italiano (nombrado en octubre de 1931), profesor de sagrada retórica (1932-1944) y  rector (2 de agosto de 1939 - 1953). Catedrático de lengua y literatura italianas en las Facultades de Educación y de Letras y Filosofía de la Universidad Católica del Sacro Cuore de Milán, 1937-1939. Colombo fue elevado al rango de monseñor el 7 de diciembre de 1948, y más tarde rector mayor de los Seminarios de Milán el 23 de julio de 1953. El 30 de agosto de 1954, administró  Extrema Unción al arzobispo Ildefonso Schuster, quien sería  beatificado en 1991.

### Episcopado
El 25 de octubre de 1960, Colombo fue nombrado  Obispo auxiliar de  Milán y  Obispo titular de "Philippopolis en Arabia". Recibió su  consagración episcopal el 7 de diciembre siguiente del Cardenal  Giovanni Battista Montini, con el Arzobispo Anacleto Cazzaniga y el Obispo Giuseppe Schiavini sirviendo como  Co-consagradores . Sentado en las  Comisiones preparatorias conciliares para seminarios y universidades, Colombo asistió al Concilio Vaticano II (1962-1965), durante el curso del cual fue nombrado por el Papa Pablo VI para sucederle como arzobispo de Milán el 10 de agosto de 1963. Junto con Bernardus Johannes Alfrink, ayudó a Achille Liénart en la entrega de uno de los mensajes finales de la Concilio de 8 de diciembre de 1965.

### Cardenalato y muerte
Fue creado  Cardenal-Presbítero de   Ss. Silvestro e Martino ai Monti  por el Papa Pablo VI en el  consistorio del 22 de febrero de 1965, y fue uno de los  cardenales electores que participó en el  cónclaves de  agosto y  octubre de 1978. En el último cónclave, el cardenal enfermo obtuvo muchos votos como candidato de compromiso entre Giuseppe Siri y Giovanni Benelli, pero declaró que rechazaría el  papado en el caso de su elección, por lo que  Karol Wojtyła fue elegido en su lugar. Se retiró como jefe de la sede milanesa el 29 de diciembre de 1979.
Colombo murió en Milán, a los 89 años. Está enterrado bajo el pavimento del lado derecho de la nave frente al altar que contiene los restos del Beato Cardenal Schuster en la Catedral de Milán.